# Гутов Олександр Валерійович
Олександр Валерійович Гутов (рос. Александр Валерьевич Гутов; 23 березня 1982, м. Омськ, СРСР) — російський хокеїст, центральний нападник. Виступає за «Єрмак» (Ангарськ) у Вищій хокейній лізі. 
Вихованець хокейної школи «Авангард» (Омськ). Виступав за «Авангард» (Омськ), «Газовик» (Тюмень), «Шахтар» (Прокоп'євськ), «Лада» (Тольятті), «Металург» (Новокузнецьк), «Амур» (Хабаровськ), «Крила Рад» (Москва).
Досягнення
- Бронзовий призер чемпіонату Росії (2003, 2004).